# Comitato Karabakh
Il Comitato Karabakh (in armeno Ղարաբաղ կոմիտե) fu organizzato da un gruppo di intellettuali armeni alla fine degli anni ottanta e fece da guida al Movimento Karabakh sorto con lo scopo dichiarato di riunificare il Nagorno Karabakh con l'Armenia.
In quel periodo, caratterizzato dall'emergere di forti sentimenti nazionali in contemporanea con il progressivo disfacimento dell'Unione Sovietica, i leader del Comitato Karabakh furono visti dalla popolazione armena come la nuova classe dirigente del paese.
In precedenza (1987), nell'Oblast Autonomo del Nagorno Karabakh si era formato il KRUNK (Comitato per il governo rivoluzionario in Karabakh), sigla che in armeno equivale all'uccello "gru" che simboleggia la nostalgia per la madrepatria, che poi andrà a saldarsi con il Comitato Karabakh.
L'11 dicembre 1988, a pochi giorni dal terremoto che aveva colpito l'Armenia settentrionale, furono incarcerati dalle autorità sovietiche e rilasciati il 31 maggio 1989.
Sulle ceneri del Comitato Karabakh e del Movimento Karabakh si formerà in seguito il Movimento nazionale pan-armeno.

## Leader del Comitato
- Rafael Ghazaryan
- Ashot Manucharyan
- Vazgen Manukyan
- Vano Siradeghyan
- Hambartsum Galstyan
- Babken Ararktsyan
- Lewon Ter-Petrosyan
- Davit Vartanyan
- Samvel Gevorkyan.